# Ústav pro hydrodynamiku Akademie věd České republiky
Ústav pro hydrodynamiku (ÚH) je veřejná výzkumná instituce a jeden z více než 50 ústavů Akademie věd České republiky. Ústav pro hydrodynamiku provádí výzkum v oblasti hydrologie, hydrochemie, úpravy vody a hydrodynamiky a ochrany vodních zdrojů a životního prostředí obecně. 

## Historie
Ústav pro hydrodynamiku byl zřízen rozhodnutím vládní komise pro vybudování Československé akademie věd (ČSAV) ze dne 29. dubna 1952 jako Laboratoř pro vodní hospodářství ČSAV s účinností od 1. 4. 1953. Později, od 1. 1. 1957, byl přejmenován na Ústav pro vodní hospodářství ČSAV a od 1. 1. 1958 na Ústav pro hydrodynamiku ČSAV. Jeho zakladatelem a prvním ředitelem byl akademik prof. Jan Smetana (1953–1962), který byl rovněž jedním ze zakládajících členů Mezinárodního sdružení hydrologických věd (IAHS – International Association of Hydrological Sciences) a Mezinárodního sdružení hydraulického výzkumu (IAHR - International Association of Hydraulic Research).
Po vzniku samostatné České republiky v roce 1993 se ústav stal pracovištěm Akademie věd České republiky (AV ČR). Po nabytí platnosti nového zákona o AV ČR, č. 283/1992 Sb., se stal státní rozpočtovou, později příspěvkovou organizací. V souvislosti s nabytím platnosti zákona 130/2002 Sb., o podpoře výzkumu, experimentálního vývoje a inovací z veřejných prostředků, je v současné době ústav veřejnou výzkumnou institucí (v. v. i.).
V počátcích existence ústavu byl výzkum zaměřen na hydrauliku vodních děl, hydrotechniku a inženýrskou hydrologii.  S vývojem a změnami potřeb vodního hospodářství, průmyslu, ale i zdravotnictví a životního prostředí se v průběhu let měnil i hlavní předmět činnosti ústavu. Ten se postupně zaměřoval na obecné problémy hydromechaniky newtonských i nenewtonských kapalin, disperzních a vícefázových soustav, včetně reologie a biomechaniky, ale také na srážko-odtokové vztahy v povodí, ochranu životního prostředí a technologii úpravy vody. V současné době je vědecká činnost ústavu plně orientována na problematiku vody, především pak na vodní bilanci, srážko-odtokové poměry v povodí, hydropedologii, hydrochemii, ochranu vodních zdrojů, kvalitu vody, výskyt mikropolutantů a jejich odstranění a technologii a úpravu vody.  V současné době existují na ústavu dva hlavní vědecké směry, kterým odpovídá i členění na jednotlivá vědecká oddělení. Jedná se o Oddělení hydrologie a Oddělení hydrochemie a technologie vody.

## Vědecká oddělení

### Oddělení hydrologie
Hydrologická skupina ÚH se dlouhodobě věnuje výzkumu hydrologických procesů a jejich modelování. Na experimentálních lokalitách v horských i nížinných oblastech Česka je zkoumána vodní bilance území s důrazem na režim půdní vody a množství odtoku a výparu z krajiny. Znalost těchto složek vodní bilance je důležitá kvůli jejich značnému vlivu na rozmístění vody v krajině a na dostupnost vodních zdrojů pro lidskou společnost. Mezi základní témata výzkumu patří stanovení hydraulických vlastností půdy, které umožňuje určit schopnost půdy vodu zadržovat a odvádět. Pomocí moderního přístrojového vybavení jsou zkoumány směry podpovrchového proudění a jejich vliv na tvorbu odtoku nebo například vliv vegetačního pokryvu a organické hmoty na zadržení vody v půdním profilu. Díky unikátní síti měření lze přesně určit nasycení území vodou, což je nezbytné např. pro včasnou předpověď povodní. Tyto výsledky se také využívají pro odhad budoucí dostupnosti vody s ohledem na měnící se klima i využití krajiny.

### Oddělení hydrochemie a technologie vody
V oblasti úpravy a kvality vody je výzkum zaměřen nejen na proces úpravy vody jako celku, ale především pak na optimalizaci a vývoj technologií v rámci jednotlivých stupňů. Jedná se především o výzkum a vývoj v oblasti koagulace znečišťujících příměsí (koloidní látky, huminové látky, produkty sinic a řas atd.), tvorby (míchání), transporu a separace (sedimentace, flotace, filtrace) suspenze, odstraňování organických látek a mikropolutantů (např. pesticidy, perfluorované a polyfluorované organické látky atd.) adsorpcí na porézních materiálech, odstraňování železa a manganu, dále také o výzkum a vývoj v oblasti membránových technologií, využití pokročilých oxidačních metod pro eliminaci problematických organických látek, tvorby a eliminace vzniku vedlejších produktů desinfekce vody, znovuvyužití a recyklace vody atd. Vedle základního výzkumu je prováděn také výzkum aplikovaný včetně optimalizace stávajících a zavádění nových technologií v úpravnách vody.